# Делиана, Тома
Тома Делиана (алб. Thoma Deliana; 20 февраля 1924, Эльбасан — 14 сентября 2014) — албанский коммунистический политик, долгое время занимавший пост министра образования Албании (с 1963 по 1976 год).

## Биография
Тома Делиана родился в 1925 году в православной семье в районе Каля города Эльбасан, расположенного в центральной Албании. Он окончил начальную школу в своём городе, а затем поступил в Эльбасанскую обычную школу, где среди его учителей был Александр Джувани. Как и многие другие ученики этой школы, во время Второй мировой войны он вступил в ряды Национально-освободительного фронта Албании (НОФА). Отличившийся как участник молодёжного сопротивления, Делиана был избран членом Центрального комитета Албанской антифашистской молодёжи, молодёжной фракции НОФА, на её первом съезде, состоявшемся в селении Хельмес (регион Скрапар). В сентябре 1944 года он был избран главой Антифашистской молодёжи в районе Эльбасана и членом антифашистского совета НОФА.
По окончании Второй мировой войны, с приходом коммунистов к власти в стране, Делиана сначала работал в Государственной комиссии по планированию, важнейшем политическом органе, контролировавшем всю экономическую жизнь страны, а затем был сотрудником Центрального комитета Албанской партии труда. В 1954 году избран депутатом Народного собрания Албании.
Делиана учился в Москве (также проходил подготовку в Высшей партийной школе), где получил учёную степень в области философии. По возвращении в Албанию он был избран первым секретарём Албанской партии труда в Эльбасане и членом её Центрального комитета. В октябре 1961 года Делиана был назначен заместителем, а два года спустя и министром образования и культуры. В течение своего пребывания на этом посту он успешно выполнял основные задачи, которые входили в сферу ответственности его министерства. Одной из них был полное переписывание учебников, которые нужно было привести в такое состояние, чтобы они отражали новую идеологическую линию партии после советско-албанского раскола. Другой важной проблемой была унификация стандартов албанского языка, которая была решена на Конгрессе по орфографии 1972 года. Значительными свершениями министерства под началом Делианы стало создание Академии наук Албании и организация двух национальных педагогических конгрессов, проведённых в Тиране.
В 1975 году, накануне китайско-албанского раскола, Делиана стал мишенью нападок и был обвинён в оппортунизме и антипартийности. В итоге он был исключён из партии вместе с Фадилем Пачрами. Волна преследований политических деятелей вскоре продолжилась арестами и казнями других высокопоставленных коммунистических чиновников и правительственных министров. К списку же обвинений Делианы добавилось также его покровительство бывшим заместителям министров Хасану Думе и Манто Бале, обвинённым в «безнравственности» и уже умершими. Делиана написал «саморазоблачительное» письмо Энверу Ходже, которое и спасло ему жизнь. Сначала его сослали в деревню Синанай близ Тепелены, где он работал директором местной начальной школы. Его сняли с этой должности и направили на работу в контролируемый государством сельскохозяйственный кооператив, где он занимался животноводством до 1987 года, когда вышел на пенсию. Затем он вернулся в Эльбасан.
Тома Делиана умер 14 сентября 2014 года.